# Colesberg
Colesberg este un oraș din Provincia Northern Cape, Africa de Sud.